# Pityrogramma
Pityrogramma es un género con 18 especies de helechos perteneciente a la familia Pteridaceae. Se encuentra en América, desde las Antillas hasta Argentina.

## Taxonomía
Pityrogramma fue descrito por Heinrich Friedrich Link y publicado en Handbuch zur Erkennung der nutzbarsten und am häufigsten vorkommenden Gewächse 3: 19–20. 1833. La especie tipo es: Pityrogramma chrysophylla (Sw.) Link. 

## Especies aceptadas
A continuación se brinda un listado de las especies del género Pityrogramma aceptadas hasta abril de 2012, ordenadas alfabéticamente. Para cada una se indica el nombre binomial seguido del autor, abreviado según las convenciones y usos.
- Pityrogramma adiantoides (H.Karst.) Domin
- Pityrogramma argentea (Willd.) Domin
- Pityrogramma aurantiaca (Hieron.) C.Chr.
- Pityrogramma calomelanos (L.) Link
- Pityrogramma chrysoconia (Desv.) Maxon ex Domin
- Pityrogramma chrysophylla (Sw.) Link
- Pityrogramma dealbata (C.Presl) Domin
- Pityrogramma eggersii (H.Christ) Maxon
- Pityrogramma ferruginea (Kunze) Maxon
- Pityrogramma lehmannii (Hieron.) R.M.Tryon
- Pityrogramma ochracea (C. Presl) Domin
- Pityrogramma pearcei (T.Moore) Domin
- Pityrogramma pulchella (Linden) Domin
- Pityrogramma schizophylla (Baker ex Jenman) Maxon
- Pityrogramma sulphurea (Sw.) Maxon
- Pityrogramma tartarea (Cav.) Maxon
- Pityrogramma triangulata (Jenman) Maxon
- Pityrogramma trifoliata (L.) R.M. Tryon